# Arnulf van Beieren (1852-1907)
Arnulf van Beieren (München, 6 juli 1852 - Venetië 12 november 1907), was een Beierse prins uit het huis Wittelsbach
Hij was de jongste zoon van prins-regent Luitpold van Beieren en diens vrouw Auguste Fernande van Oostenrijk. 
Zelf huwde hij op 12 april 1882 met prinses Therese van Liechtenstein, een dochter van prins Alois II van Liechtenstein. 
Arnulf diende in het Beierse leger als commandant van de infanterie, als laatste in de rang van generaal-veldmaarschalk. 
In München is een straat (de Arnulfstraße) naar hem genoemd. De muziekmeester van de Beierse infanterie componeerde een muziekstuk, de Prins-Arnulf-Mars te zijner ere. Deze mars wordt nog steeds door muziekkapellen van de Bundeswehr gespeeld.
Arnulf en Therese kregen één zoon:
- Hendrik (1884-1916) - gevallen in de Eerste Wereldoorlog

Prins Arnulf overleed in Venetië. Zijn lichaam werd bijgezet in de Theatinerkirche in München.

## Militaire loopbaan
- Leutnant: 1868
- Hauptmann:
- Generalmajor:
- Generalleutnant: maart 1887
- General der Infanterie: 1890
- Generaloberst: 9 september 1903[1] met de rang van een Generalfeldmarschall

## Onderscheidingen
- Orde van de Aankondiging
- Orde van het Gulden Vlies

- Gemeinsame Normdatei: 118962361
- Virtual International Authority File: 20480089
- WorldCat: E39PBJkdkc7tvRQG46FwCYhyh3